# Sänd en väckelse, Gud, låt den börja med mig
Sänd en väckelse, Gud, låt den börja med mig är en körsång från 1932 med text och musik av Gösta Blomberg.

## Publicerad i
- Frälsningsarméns sångbok 1968 som nr 23 i körboken under rubriken "Bön".
- Frälsningsarméns sångbok 1990 som nr 771 under rubriken "Bön".